# Eutelia megacycla
Eutelia megacycla is een vlinder uit de familie Euteliidae. De wetenschappelijke naam van deze soort is voor het eerst geldig gepubliceerd in 1957 door Berio.
De soort komt voor in tropisch Afrika.